# 화성벌말초등학교
화성벌말초등학교는 대한민국 경기도 화성시에 있는 공립 초등학교이다.

## 학교 연혁
- 2004년01월15일 화성벌말초등학교 설립 인가
- 2004년01월15일 화성 벌말초등학교 병설유치원 설립인가
- 2004년08월17일 개교심의위원회에서 2004.09.15 개교 확정
- 2004년09월01일 초대 진병직 교장선생님 취임
- 2004년09월01일 화성벌말초등학교 개교
- 2004년09월15일 초등학교 8학급, 병설유치원 1학급 편성
- 2004년10월10일 초등학교 11학급 편성(4학년)
- 2005년03월01일 초등학교 16학급 편성
- 2005년09월01일 병설유치원 2학급 편성
- 2006년03월01일 초등학교 18학급 편성
- 2006년04월01일 초등학교 19학급 편성
- 2007년03월01일 초등학교 22학급 편성
- 2008년03월01일 초등학교 24학급 편성
- 2009년03월01일 초등학교 23학급 편성
- 2009년09월01일 제2대 최경식 교장선생님 취임
- 2010년03월01일 초등학교 26학급 편성
- 2011년03월01일 초등학교 25학급 편성
- 2012년03월01일 초등학교 26학급 편성
- 2013년03월01일 초등학교 27학급 편성
- 2013년09월01일 제3대 강석진 교장선생님 부임
- 2014년03월01일 초등학교 30학급 편성